# 帕特里克·亨利
帕特里克·亨利（英語：Patrick Henry，1736年5月29日—1799年6月6日）是美国律师、种植园主、政治家兼演说家，以1775年在第二屆維吉尼亞州制憲會議上的演讲《不自由，毋宁死！》最富盛名。亨利是美国开国元勋，曾于1776至1779年和1784至1786年分别任第一和第六任維珍尼亞州州長。
亨利生于弗吉尼亚殖民地漢諾威郡，基本是在家中接受教育。开办商店失败后他协助岳父经营汉诺威酒馆，后经自学当上律师，1760年开始执业，很快就在牧師案为殖民地议会辩护反对聖公會牧师崭露头角。不久他入选市民院，马上就因用极其煽动的发言反对《印花法令》扬名。
亨利1774和1775年出任首届和第二届大陆会议代表，但影响不大。他在会议上的演说颇得民心，威廉斯堡火藥事件发生后他带领民兵进军殖民地首府威廉斯堡，直到大英帝国皇室政府同意对扣押弹药付款，这都令他在弗吉尼亚殖民地民望激增。亨利主张独立，1776年第五屆維吉尼亞制憲會議支持独立后，他进入委员会起草《弗吉尼亚权利法案》和初版《維吉尼亞州憲法》。新宪章通过后亨利当选州长，共就职五个任期，每期一年。
1779年卸任州长职位后，亨利入选弗吉尼亚州众议院直到1784年再度当选州长。《邦联条例》组建的聯邦政府部分行为令亨利担心政府会变得太过强大，他拒绝作为弗吉尼亚州代表参加1787年制宪会议。出于对中央政府权力的担忧，亨利极力反对批准《美国宪法》，强调其中没有保护人民自由的《权利法案》。步入晚年后他谢绝联邦政府官职，选择继续当律师。亨利成年后直到去世都是奴隶主，他希望奴隶制退出历史舞台，但能够想出的手段只有禁止进口奴隶。1799年6月6日，帕特里克·亨利在家中死于胃癌，此后便以激动人心的演说和积极推动独立为后世铭记。

## 早年经历和斗争（1736至1759年）
1736年5月29日，帕特里克·亨利在弗吉尼亚殖民地汉诺威县的家族农场斯塔德利（Studley）出生，父亲约翰·亨利（John Henry）是苏格兰阿伯丁郡人士，18世纪20年代移民弗吉尼亚前曾在国王学院和阿伯丁大学就读。1732年定居汉诺威县后，约翰迎娶当地英格兰血统望族的富有寡妇莎拉·温斯顿·塞米（Sarah Winston Syme）。
帕特里克·亨利的同名叔叔是圣公会牧师，所以人们经常叫他小帕特里克·亨利，直到1777年叔叔去世。他在当地学校求学到十岁左右，汉诺威县此时没有高校，他便在家由父亲辅导。青少年时期亨利喜欢音乐和舞蹈，而且特别喜欢打猎，这都是当时常见的娱乐爱好。根据長子繼承制传统，家中积蓄、大量土地和奴隶都将传给同母异父的哥哥小约翰·塞米（John Syme Jr.），亨利必须自谋出路。他15岁就为当地商人记账，第二年又和哥哥威廉合伙开办商店，但店铺业绩不佳。
大觉醒宗教复兴运动波及弗吉尼亚时亨利年纪尚幼，父亲坚定信奉圣公会，但母亲经常带他聆听长老会布道。圣公会是亨利的终身信仰，但塞缪尔·戴维斯等长老会传教士教导他不但要自我挽救灵魂，还应该努力拯救社会。他还学到演说应当深入人心，而不只是用理智说服。亨利学习这些传教士的演讲技巧，用平易近人的亲切言语与人们交流。
宗教信仰对亨利生平至关重要，父亲和同名叔叔都是虔诚教众，对他一生影响很大。不过，他对圣公会在殖民地的国教地位不满，一生致力宗教自由。1776年当选州长后，浸信会徒联合来信祝贺，亨利在回信中表示：“我衷心希望，基督教的慈悲、宽容和爱心能把所有教派像兄弟般团结起来”。他批评弗吉尼亚州的发展因奴隶制及对宗教信仰缺乏宽容受限，还在1788年弗吉尼亚州批准美国宪法大会上称：“宗教信仰和我们对造物主的义务，以及如何履行或解除义务都只能用理智和信念决定，不能依然武力甚至暴力，因此所有人都有平等、天然且不可剥夺的权利遵从良知指引自由信仰宗教，没有任何宗教派别和组织应该特别受尊崇或以法律确认优先地位”。

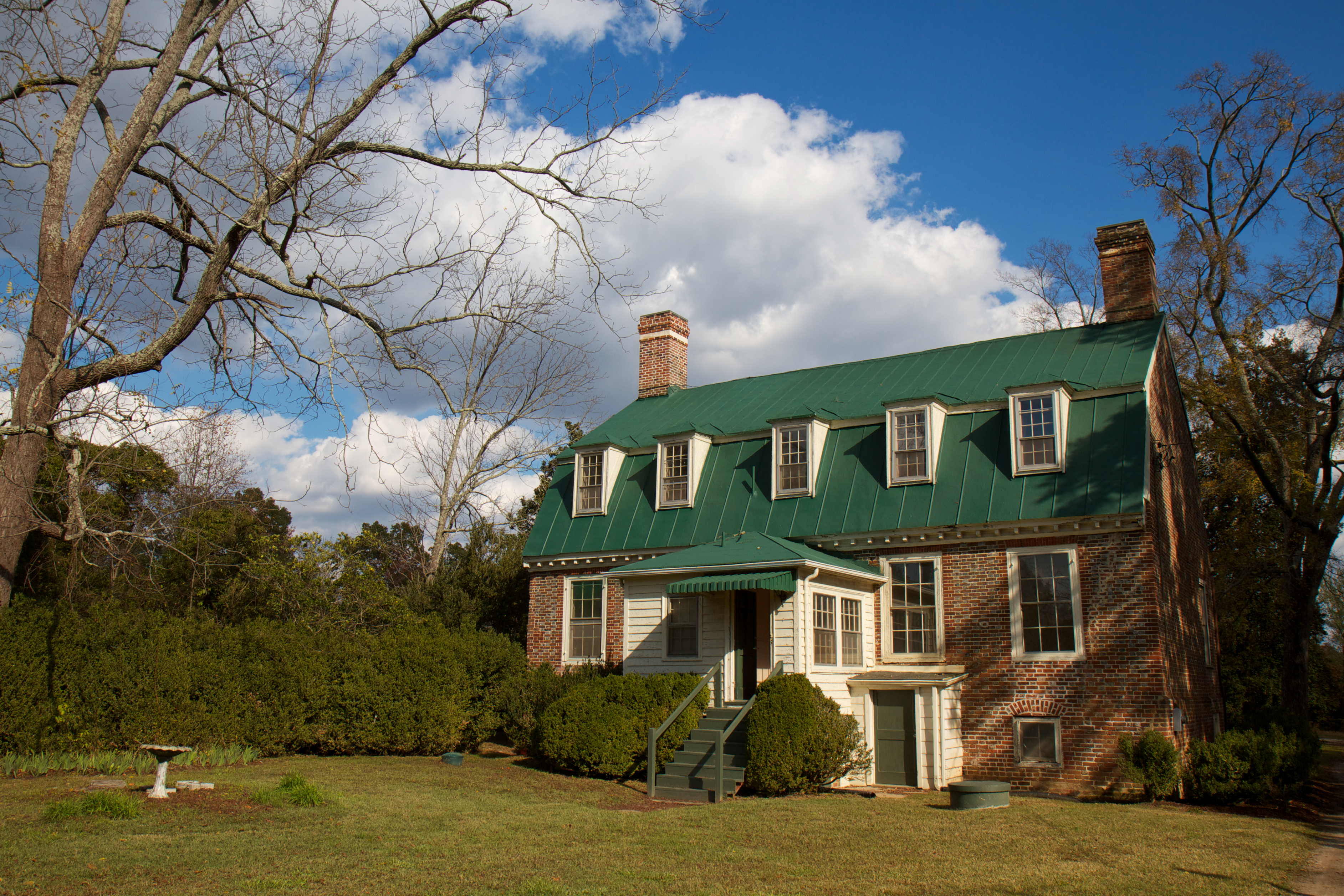
弗吉尼亚州托托波托莫伊溪附近的谢尔顿大宅，相传亨利就是在大宅客厅和莎拉·谢尔顿成婚

亨利于1754年迎娶莎拉·谢尔顿（Sarah Shelton），相传两人就在她的家族宅邸谢尔顿大宅举办婚礼。岳父大人送给新人六个奴隶和汉诺威县梅卡尼克斯维尔（Mechanicsville）附近1.2平方公里湿地松农场作礼。这里的湿地松已毁于早期开荒，亨利和奴隶一起清出新地。18世纪50年代后半期弗吉尼亚州持续干旱，亨利在主屋毁于火灾后放弃农场，搬到岳父所有的汉诺威酒馆。
亨利在酒馆招待宾客，经常演奏小提琴提供娱乐。托马斯·杰斐逊17岁前往威廉與瑪麗學院学习途中曾在酒馆停留，自称和大他六岁的亨利很熟。杰斐逊曾于1824年告知丹尼尔·韦伯斯特：“帕特里克·亨利本来是开酒吧的”，但为亨利立传的作家认为如此说法不够公允，因为汉诺威酒馆的主营业务是旅店，不是卖酒。最早为亨利立传的威廉·沃特认为杰克逊称亨利是调酒师的说法不尽不实，但站在当时传主的角度来看，他确实应该努力与顾客打成一片，营造他们想看到的形象。

## 革命战争律师和政治家（1760至1775年）
亨利经营酒馆之余还抽时间研读法律，具体学习时长已不可考，他事后自称只花一个月。1760年，他接受当地律师建议申请律师执照，在殖民地首府威廉斯堡接受知名律师组成的评审团考核。众评审觉得亨利对法律程序认识不足，但为他的心智打动。1760年4月通过考试后，亨利开始执业，在汉诺威及附近各县法庭打官司。
18世纪50年代持续多年的旱情导致烟草价格上涨，弗吉尼亚州硬通货稀缺，殖民地经常以烟草结算薪水。旱灾发生前，殖民地的烟草价格长年保持每磅（约453.6克）两便士。弗吉尼亚殖民地议会于1755和1758年通过《两便士法》（Two Penny Act），允许今后一段时间殖民地以每磅两便士固定价格把烟草折算成货币支付债务或薪酬，包括圣公会神职人员在内的政府官员薪资也不例外。圣公会在弗吉尼亚殖民地相当于国教，许多牧师呈请伦敦貿易局推翻《两便士法》，贸易局从善如流。五名神职人员于是起诉要求补薪，这些案件人称牧师案，其中只有詹姆斯·莫里（James Maury）胜诉。1763年12月1日，汉诺威县组建陪审团裁定赔偿，莫里的教区委员会聘请亨利担任律师出席听证，亨利的父亲是主审法官。

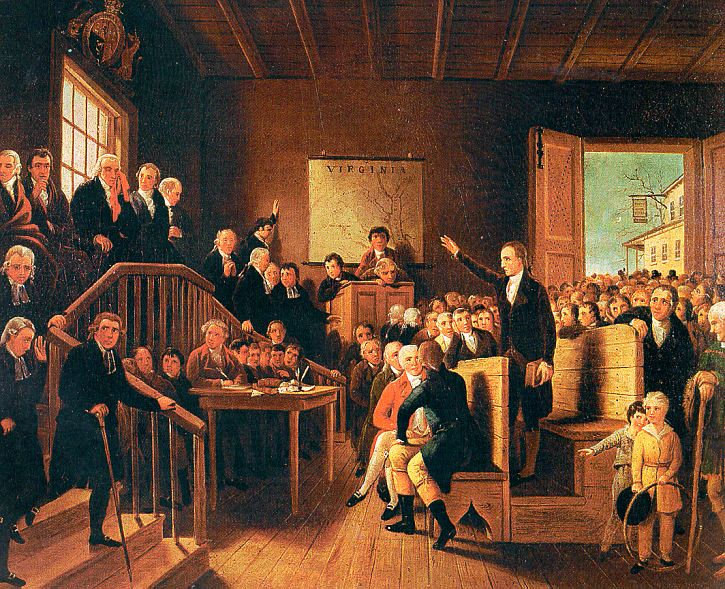
《帕特里克·亨利辩论牧师案》，乔治·库克作

证据呈庭证明事端后，莫里的律师发言赞扬神职人员，其中许多就在现场。亨利起身后的发言长达一小时，其中没有纠缠赔偿问题，而是强调英国皇室政府否决《两便士法》之举违宪。亨利宣称，废除《两便士法》这种“善法”的国王就是“暴君”，“无权要求臣民服从”，神职人员要求废除旨在提供经济救济的公正法律，这就等于站在“社区敌人”的立场。对方律师指控亨利叛国，有人起身高呼“大逆不道”，但亨利继续讲话，法官也没有制止。亨利敦促陪审团拿莫里杀鸡儆猴，让任何可能为利益效仿的人重新思量，建议陪审团裁定赔偿一法新（相当于四分之一便士）。陪审团仅独立商议片刻就裁定赔偿金额一便士，人们将亨利誉为英雄。传记作家亨利·梅耶（Henry Mayer）认为，亨利“调动宗教下层和政治局外人士的情绪，为地方精英争得特权”。亨利人气高涨，牧师案后一年间共计新增客户164人之多。

### 印花法令

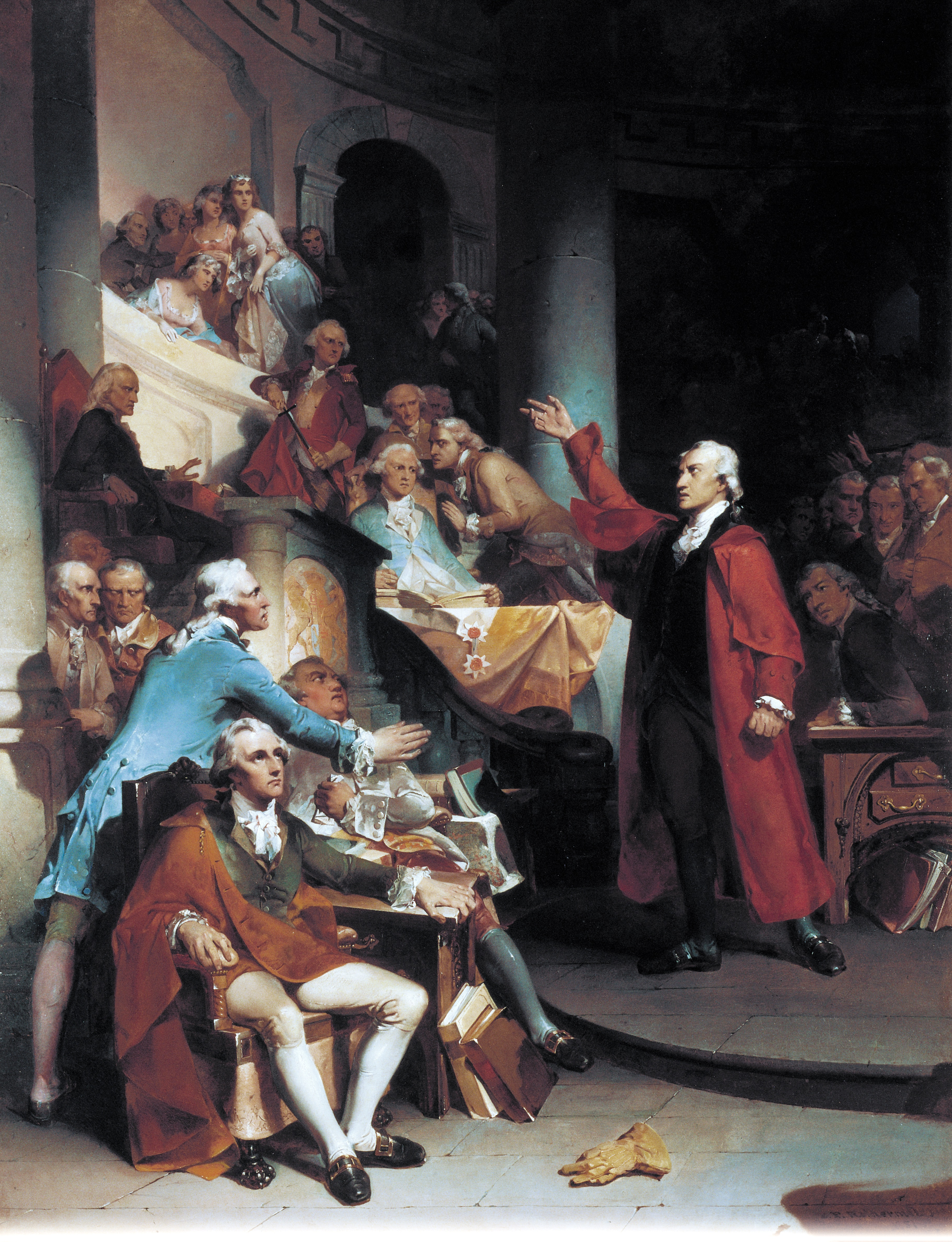
1851年彼得·罗瑟梅尔的画作，描绘帕特里克·亨利在殖民地议会发表“叛国”演讲

牧师案后，亨利因演讲捍卫平头百姓的自由且为人友善赢得弗吉尼亚边远地区群众追随。1764年，他在汉诺威县的选举争议中代表纳撒尼尔·韦斯特·丹德里奇（Nathaniel West Dandridge）走上殖民地议会。丹德里奇所受指控是请选民喝酒，这在当时非常普遍，但在法律角度属于贿选。江湖传言称亨利当时以非常精彩的演讲维护选民权利，只是具体内容没能流传下来。他的当事人最后败诉，但亨利的名气进一步提高，还结识理查德·亨利·李、佩顿·兰道夫（Peyton Randolph）、乔治·魏瑟（George Wythe）等在特权与选举委员会颇具影响的人士。托马斯·约翰逊（Thomas Johnson）在牧师案后成为亨利的客户，他的兄弟威廉（William Johnson）1765年辞去殖民地议会路易莎县代表职位。亨利曾从父亲手中买下路易莎县土地清偿贷款，所以属该县居民，于同年五月赢得议席，然后马上赶赴威廉斯堡参加议会。
七年战争（1756至1763年，北美洲称法国－印第安战争）开支巨大，英国国债几乎翻倍，大部分战事发生北美洲及附近，所以大英帝国政府打算直接向殖民者征税。《印花法令》不但意在增收，也向殖民者强调帝国权威。殖民地议会指示驻伦敦代表爱德华·蒙塔古（Edward Montague）反对法令，其他殖民地立法机关也有类似举动。法案引发大量争议，弗吉尼亚派发宣传册援引亨利在牧师案的主张批评法令。
5月20日，亨利在议会休会期间宣誓就职，许多议员不在首府。5月28日左右，船只带来蒙塔古的急信：帝国议会通过《印花法令》。5月29日，亨利提出弗吉尼亚印花法令决议。决议前两条阐明，殖民者享有与英国人相同的权利和特权；接下来两条主张政府只能对拥有议会代表的地区征税；第五条最为挑衅，将殖民地议会由原本的“市民议会”更名弗吉尼亚议会，以议会代表权对应各选区的赋权义务。决议中还有另外两条，但作者不详。埃德蒙·摩根（Edmund Morgan）与海伦·摩根（Helen Morgan）夫妇的《印花法令》危机著作认为，亨利不但把《印花法令》视为对弗吉尼亚人权利的威胁，也是他在政治上更进一步的机遇。
亨利反对《印花法令》的演讲没有完整文献存世，现存文献都是重新组织语言，其中大部分内容源自演说和亨利本人成名数十年后其他人的回忆。杰斐逊当时还在附近的威廉與瑪麗學院读书，但他也记得亨利的演讲当时多么轰动。詹姆斯·麦迪逊第一个想要重现亨利的演讲词，他于1790年致信前弗吉尼亚殖民地议员埃德蒙·彭德尔顿（Edmund Pendleton），但彭德尔顿当时不在场。第二个尝试者是1805年开始为亨利立传的沃特。1921年，学界发现身份不明的法国旅行家日记，其中包含对亨利当年演讲的记载：“议员起身发言，称历史上的塔克文和尤利乌斯注定要遇上布鲁图斯，查尔斯会遇到克伦威尔，他坚信会有善良的美国人站出来支持国家”。如此宣言几乎是在呼吁杀死喬治三世国王，现场包括议长约翰·罗宾逊（John Robinson）在内的许多人高呼“大逆不道”。老约翰·泰勒（John Tyler Sr.，约翰·泰勒之父）当时和杰斐逊都在现场，泰勒认为这便是“考验人品的时刻”，他与杰斐逊都称亨利当时毫不动摇地宣告：“如果这就是大逆不道，那就大逆不道吧！”
议会通过前五条决议，未通过的两条分别宣布仅弗吉尼亚议会有权向弗吉尼亚居民征税，任何声称英国议会有权向弗吉尼亚征税者就是殖民地的敌人。据摩根夫妇记载，1764年殖民地议会送往伦敦的请愿书与通过的决议案遣辞略有差异，他人反对亨利一定程度上可能是因为见不得新贵如此迅速地在弗吉尼亚政坛崛起。5月31日殖民地议会趁亨利很可能已经回家删除决议案第五条，皇家总督弗朗西斯·福奎尔（Francis Fauquier）不允许决议中任何内容在官方喉舌《維吉尼亞公報》刊登。各殖民地及英国的报纸无法取得正式决议，于是退而求其次刊登开始提出的全部七条决议内容。弗吉尼亚殖民地当时颇具影响，不知内情者看到文章就会以为这些决议便是弗吉尼亚的态度。八月中旬，七条决议的内容传到大洋彼岸，比其他殖民地都快。文献激起北美各殖民地的情绪，弗吉尼亚成为她们反对英国议会行径的带头人。塔德·泰特（Thad Tate）指出，此时亨利的影响已经不限于弗吉尼亚，他在新大陆所有英国殖民地都成为坚定不移反对大英帝国政府的代表。摩根夫妇也称：“《印花法令》为帕特里克·亨利闪亮登场弗吉尼亚政坛提供机遇”。

### 律师和地主（1766至1773年）
福奎尔1765年6月1日解散议会，希望重新选举将激进分子排除在外，但事于愿违，落选的反是保守派。总督一直拖到1766年11月才召集议会，此时英国议会已经废除《印花法令》，防止弗吉尼亚派代表前往纽约参加反对印花税法大会。亨利在弗吉尼亚积极抵抗《印花法令》过程中所起的作用尚无定论，议会长期休会令亨利只能对危机作壁上观，但也导致议会领导人分散各地，无法串连商议，只能眼看民众对变革的热情日益高涨。
议会复会后，亨利偶然也会反对殖民地领导人的意见，但整体与他们保持团结，共同反对英国政策。18世纪60年代末到70年代初，他将更多精力投入私人事务，同时也在议会站稳脚跟，进入实权委员会任职。亨利大约在1765年下半年搬到路易莎县地产，住到1769年又搬回汉诺威县。他的律师业务持续兴隆，直至1774年皇家法院关门。杰斐逊后来称亨利当律师不够上心甚至有些懒散，只擅长处理陪审团审理的案件；他还批评亨利收取刑事被告高额费用，帮助他们逃脱惩罚。为亨利立传的诺琳·迪克森·坎贝尔（Norine Dickson Campbell）认为杰斐逊的指控毫无根据，亨利的收费在当时属中等水平，她还援引早期历史学家的记载证明传主职业素养。杰斐逊和亨利本是朋友，他是在两人发生争吵数年后提出上述说法。1769年，亨利获许进入威廉斯堡的弗吉尼亚殖民地常设法院打官方，该院声望远超县级法院。
亨利将部分收入投资边境土地，包括
今弗吉尼亚州西部、西弗吉尼亚州和肯塔基州部分地区。他对许多实际由美洲原住民控制的土地主张所有权，力图推动殖民地和后来的州政府认可。这在当时弗吉尼亚的领袖人物中十分常见，乔治·华盛顿也不例外。亨利预视俄亥俄谷的发展潜力，曾参与建立定居点。1771年，他凭借土地交易收入从多莉·麦迪逊的父亲约翰·佩恩（John Payne）手中买下汉诺威县苏格兰敦（Scotchtown）大型种植园。苏格兰敦共有16个房间，规模在弗吉尼亚殖民地位居前列，多莉·麦迪逊小时候便住在这里。
对于当时的北美殖民者来说，像亨利这样拥有大量地产就必然拥有奴隶，他18岁结婚时就靠岳父赠送成为奴隶主。亨利认为奴隶制有违人道应该废除，但没有如何落实的具体计划，他不赞成多种族生活在同一社会，又觉得还奴隶自由并送回非洲的计划脱离现实：“现在再把他们送回去根本不切实际，我对此深感遗憾”。他在1773年写道：“我买过奴隶，是他们的主人。如果没有他们，我的生活会非常不便。对此我不打算辩解，也无从辩解”。随着时间的推迟，他的奴隶数量逐渐增多，经过1777年的第二次婚姻，他在1799年去世时共有67个奴隶。经亨利等人推动，弗吉尼亚州于1778年中止奴隶进口。他们以为这样就能打击奴隶制，但美国独立后出生的奴隶数量远超死亡，弗吉尼亚州成为沿海奴隶贸易中的奴隶产地。

### 重返政坛和第一次大陆会议（1773至1775年）
1773年，亨利与1771年上任的皇家总督第四代邓摩尔伯爵约翰·默里（John Murray）发生冲突。总督派英国军人到皮茨尔瓦尼亚县协助捉拿造假团伙，抓到人后马上把嫌犯带到殖民地常设法院受审，但按正常程序，司法审判应该先在犯罪行为发生地或嫌犯被捕地点所在县开始。罗德岛殖民地及普罗维登斯庄园不久前发生加斯佩号事件，皇家政府意图抓捕焚烧英国船只的嫌犯并押回不列颠受审，令默里的举动更显敏感。议会有意批评总督的做法，亨利等八人组建委员会起草决议，首先感谢总督派兵协助执法，然后申明对刑事诉讼应该采用“常规模式”，确保罪人和清白无辜者的权利。议会还通过八人委员会制订的通信委员会计划，用于同其他殖民地领导人联系，负责互相告知和协调，亨利是其中委员。
亨利此时已经认定独立势在必行，与大英帝国的武装冲突无可避免，但他没有推动独立的计划。1774年，殖民地议会开会期间得知英国议会已经决定关闭波士顿港，报复波士頓傾茶事件。亨利等议员在罗利酒馆开会商讨应对措施。前费尔法克斯县议员乔治·梅森曾参与会议，据他回忆，亨利在会议中占据主导。梅森和亨利后来成为关系密切的政治盟友直到1792年梅森去世。亨利等人制订决议，把波士顿港开始关闭的1774年6月1日定为禁食和祈祷日。议会通过决议，但总督又将议会解散。一众议员迎难直上，在罗利酒馆会晤并自行组建议会，八月再度开会后，议员在各县开会传达民众情绪，还呼吁抵制茶叶等产品。
皇家威权日落西山，1774至1776年弗吉尼亚议会的五次议程引领老自治领逐步走向独立。许多县开会通过决议，宣告英国议会的权力不能凌驾各殖民地之上，呼吁抵制进口，这些决议促使殖民地议会不断前进。首轮议程于1774年8月1日在威廉斯堡的原殖民地议会大厅召开，邓摩尔伯爵正与印第安人打得不可开交所以无法干涉。会议持续一周，议员主要分成希望脱离英国和希望达成妥协的两大派系。会上通过的重要决定是派代表前往费城参加大陆会议，共七人入选，亨利和费尔法克斯县议员乔治·华盛顿并列第二，两人都比兰道夫少三票。

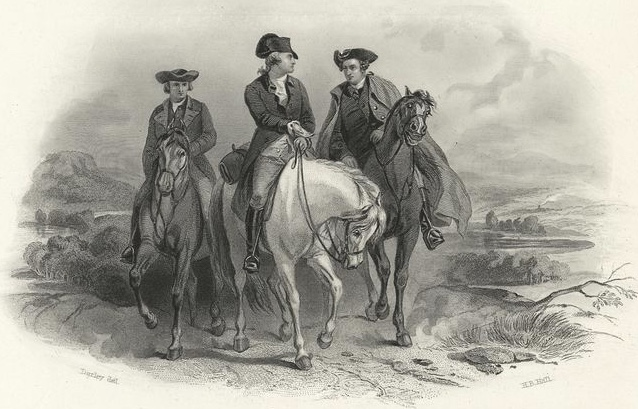
19世纪雕版画，华盛顿（中）、亨利（右）和彭德尔顿骑马奔向费城参加第一次大陆会议

維農山莊是华盛顿的家，就在苏格兰敦赶往费城的路上，他邀请亨利前往作客，然后与彭德尔顿三人一起上路。彭德尔顿也是弗吉尼亚殖民地代表，是亨利的政治对手。弗吉尼亚是反抗英国统治的排头兵，但极少与其他殖民地碰面，所以其他代表和费城名流对亨利等人非常热情。亨利此前只在1770年短暂到纽约出差，这还是首次在北方长时间停留，但其他人都已熟知他的大名和事迹。会议于1774年9月5日在木匠厅开始，康涅狄格殖民地代表西拉斯·迪恩（Silas Deane）称亨利是“我所见最高明的演说家......文字所限我无法向你描述他音乐般优美同时又铿锵有力的嗓音，或是他自然而优雅的态度”。大会书记查尔斯·汤姆森（Charles Thomson）记载，亨利衣着平平仿佛乡间牧师，起身时大家并不抱多大期望。“但开口演说后，他很快就展现出非如寻常的辩论实力，如此新颖而充满激情的讲话仿佛电击贯穿整个房间。每个人都在兴奋的询问……‘这是谁？他是谁？’只有少数人知道他的身份并回答，那就是‘帕特里克·亨利’。”
会议期间第一个争议话题是各殖民地在国会的代表权是否应该完全相同，亨利的立场是比例代表制，殖民地人口越多，代表权越大（即议员人数越多）。他主张在英国统治结束后建立政府填补权力真空，同时取消殖民地边境限制，确保团结。“舰队和陆军及其他事务的现状表明（皇家）政府已经解散，地标、殖民地边界都不再有意义。弗吉尼亚人、宾夕法尼亚人、纽约人和新英格兰人的区别不再。我不（再）是弗吉尼亚人，而是美国人。”大会没有接受亨利的主张，戏剧化的言辞还导致领导人担心，他一旦进入起草殖民地权利声明的首要委员会会做出什么事来。大会选派亨利进入负责商务规程的委员会，重要程度仅次于首要委员会。但是，两个委员会最后都没发挥多大作用。亨利认为，大陆会议的首要目标应该是发动民意支持战争，马萨诸塞湾省的约翰·亚当斯与塞缪尔·亚当斯也有类似看法，但其他代表观点不一。泰特指出，事实证明亨利对第一次大陆会议的影响不大。会议决定向英王请愿，亨利起草的两稿文献均未通过。10月26日，会议批准宾夕法尼亚省代表约翰·迪金森的草案，迪金森起草文件期间曾与亨利和理查德·亨利·李商议，但亨利此时已经离开费城回家，李代他签名。文件送到伦敦后国王一口回绝。
1771年，夫人莎拉·谢尔顿·亨利（Sarah Shelton Henry）生下两人第六个孩子，此后开始呈现精神病症状，一定程度上促使全家从路易莎县搬回苏格兰敦，拉近其他家属的距离。为亨利作传的乔恩·库克拉（Jon Kukla）认为莎拉患有当时无药可治的产后精神病。家人有时只能用拘束衣防止她自残或伤人。弗吉尼亚殖民地于1773年开办北美洲首家公共精神病院，但亨利觉得让她住在家里更合适，安排她待在苏格兰敦的大间公寓。莎拉于1775年去世，亨利此后努力避开一切会促使他想起亡妻的事物，于1777年卖掉苏格兰敦。

### “不自由，毋宁死！”（1775年）

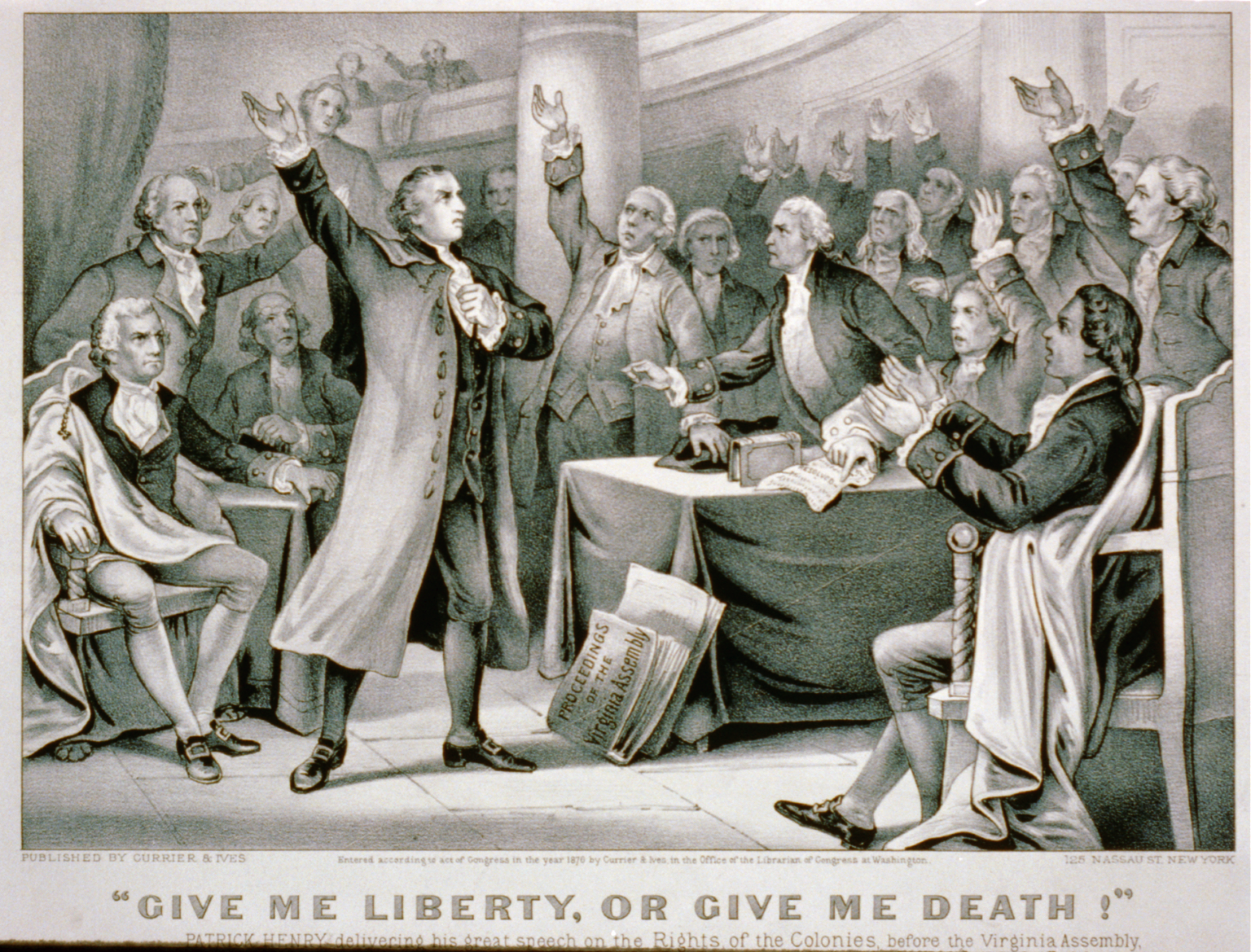
柯里尔与艾夫斯描绘《不自由，毋宁死！》演讲现场的画作

汉诺威县选举亨利参加1775年3月20日在里士满圣约翰圣公会教堂召开的第二届弗吉尼亚议会，选择里士满主要是因为这里相对远离皇家政府势力。此前牙买加殖民地的种植园主向英王发出请愿书，批评英国的某些行径，但倡导和解，承认国王有权否决殖民地立法；弗吉尼亚议会辩论是否应该采用同样态度请愿。亨利提出修正条款，认为与英国开战已不可避免，倡议组建独立于皇室威权的民兵部队，引起温和派反对。他起身为修正条款辩护，这段万人传颂的演讲如此总结：
我们已经别无选择，想要抽身而出也已为时太晚。此时回头换来的只有屈服和奴役！枷锁早已铸成，镣铐的撞击声在波士顿平原回荡！战争已经无可避免——那就来吧！诸位，容我重申，让它来！
诸位无需再徒劳地试图缓和事态，反复高呼和平也终将沦落为空谷足音。战争早已打响！北方席卷而来的狂风将带来隆隆炮响！兄弟业已奔赴战场，我们安能袖手旁观？诸位究竟想要如何，又能得到什么？莫非生命如此宝贵，和平这般甜美，值得以镣铐和奴役换取？万能的神啊，这万万不可！我不知他人会如何决择，但对我来说，不自由，毋宁死！

亨利在演讲最后用象牙开信刀朝胸口扎刺，模仿罗马爱国者小加图的动作。他的演讲打动众人，大会通过修正案。许多代表担心亨利等激进分子敦促的斗争会走向何方，赞成派优势不大，响应大会号召组建独立民兵连的县也很少。
亨利去世18年后，沃特创作的传记在1817年出版，其中首度刊出上述演讲文本。沃特与其他与会者或他们的熟人联络，他们一致同意演讲影响深远，但只有当天就在现场的圣乔治·塔克（St. George Tucker）尝试记下演讲全文。塔克把文献发给沃特，作者在回信中表示：“对于亨利先生75年的议会演讲，以及各语句的影响，我都基本照搬您的记载”。不过，塔克发出的原件现已失落。
沃特著作面世后的160年间，书中对亨利这场演讲的记载从未受到挑战。但从20世纪70年代开始，部分历史学家质疑书中演讲文字的可靠程度。当代史学家认为，众所周知亨利经常利用殖民者对印第安人和奴隶起义的恐惧倡导以军事手段对抗英国，另据这场演讲仅存于世的第一手记载，其中不乏指名道姓的严厉谴责，但沃特的记载中没有这些内容，只有英雄般的演绎。塔克的记载以回忆为基础，而且是在演讲过去数十年后才发现，塔克本人表示他已经完全不记得演讲内容。部分学者主张，流传于世的演讲内容或多或少属于沃特或塔克创作。

### 威廉斯堡火药事件

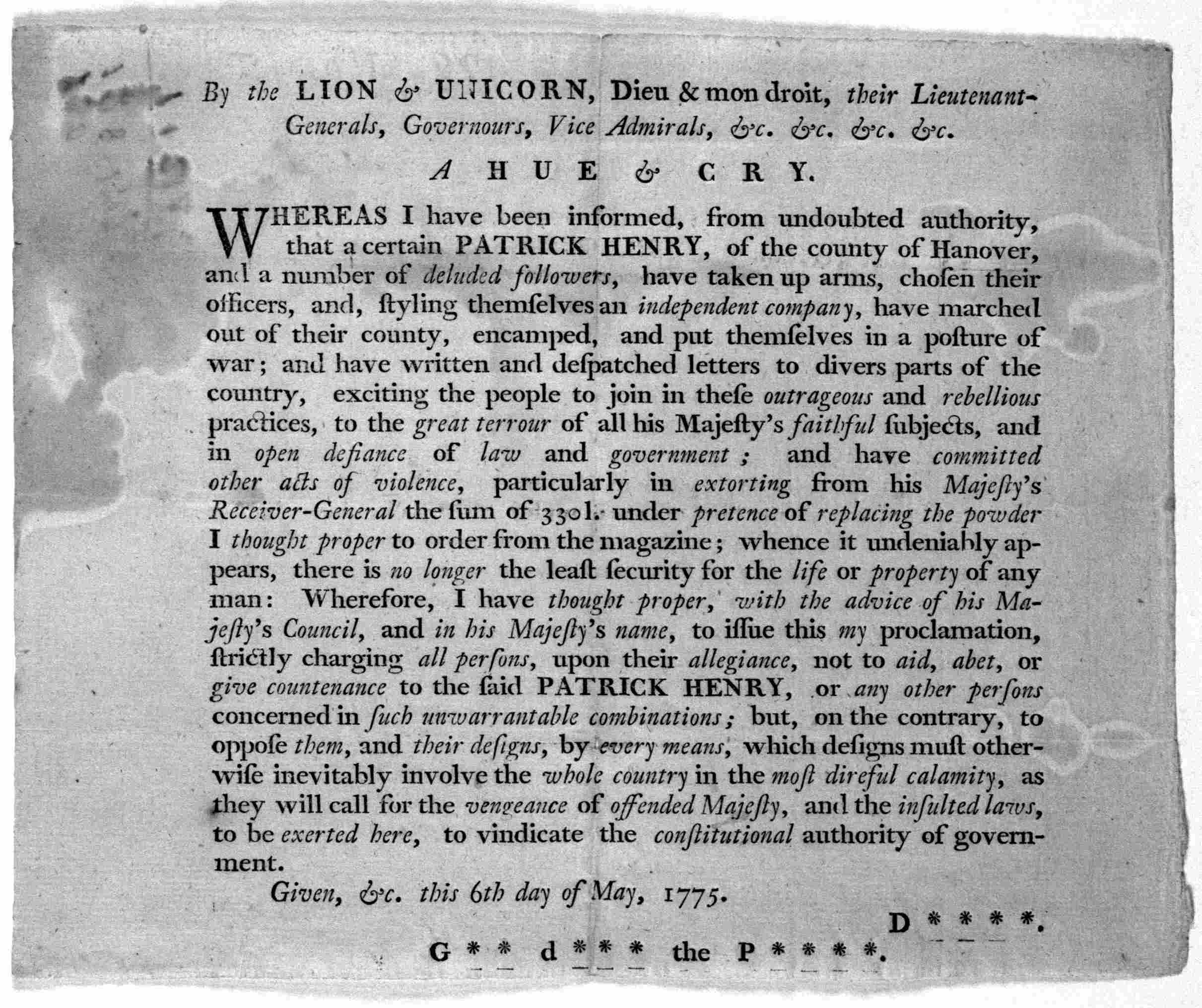
1775年的皇家公告，宣布亨利及其追随者是叛乱分子

1775年4月21日，邓摩尔伯爵指挥手下皇家海军陆战队缴获威廉斯堡军火库的弹药并运上海军舰船。这些火药属政府财产，旨在发生奴隶起义等事态时发放。总督的做法激怒大批殖民者，获选参加第二次大陆会议的亨利本已朝费城出发，但尚未离开汉诺威县地界就被信使追上，于是返回统领当地民兵。5月2日，亨利朝首府进军，打算要求总督交回弹药或向殖民地支付赔偿，邓摩尔声称对方完全摆出准备打仗的架势。此时列克星敦和康科德战役的消息已经传到弗吉尼亚，许多殖民者认为战争已经打响。附近各县的热心志愿者投向亨利，他的兵力很可能足以拿下威廉斯堡并叫总督威风扫地，但越来越多的知名人物前来劝解，亨利进军速度放缓。进入新肯特县地界、距首府还有约26公里时，三名议会同僚说服亨利放弃进军。亨利坚持要求殖民者获得赔偿，总督部下同意用汇票按价支付火药费用。
邓摩尔发布公告谴责“汉诺威县某位‘帕特里克·亨利’和一小撮不明真相的群众”，但却有15个县委员会很快表态赞同亨利的举措。邓摩尔决定离开首府，前往费城的路上，民兵一路跟随他到达波托马克河，然后站在岸边看着总督的船离开并欢呼。部分温和派人士对亨利的做法深感震惊，担心引发冲突，导致弗吉尼亚独自对抗强大的英国。他们还担心亨利及部下会以武力抢夺财物，觉得他对神圣不可侵犯的私人财产构成威胁。民意越来越趋于独立，反对派有些随波逐流，有些决定闭口不言。
大陆会议召开后，亨利在5月18日姗姗来迟。杰斐逊声称亨利对此次会议影响不大，虽无完整会议记录，但确实没有文献能够证实亨利的影响。经亨利等代表支持，会议任命华盛顿统领美国军队。八月会议结束后，亨利离开费城返回弗吉尼亚，此后没有再在弗吉尼亚州界以外出任公职。
第二届弗吉尼亚议会也在八月召开，委任还在回乡路上的亨利担任弗吉尼亚第一团上校，他于同月上任。亨利缺乏军事经验，但这在当时根本不是什么大问题，议会反倒认为他向威廉斯堡进军之举表现出色，足以胜任。华盛顿对此不以为然，觉得亨利在议会才能发挥所长，议会派他统兵实在大错特错。同年九月，弗吉尼亚安全委员会任命亨利担任弗吉尼亚所有武装力量总司令。不过，头衔响亮的亨利依然受平民议员严格控制，温和派之所以同意任命就是因为他们觉得把亨利放在这样的位置上，就能一定程度上控制或预知他的行动。
亨利前去组织第一团，招兵买马非常顺利，当上司令后他还组建海军。邓摩尔离开威廉斯堡后仍然占有诺福克，部队中还有数百名昔日黑奴。1775年11月，他宣布任何奴隶或契约仆人只要自愿加入皇家部队就能获得自由。亨利告知各县军官，前总督的宣告“对公共安全构成致命威胁”，呼吁“持续关注管控奴隶，希望能令威胁企图落空。同时必须持续巡逻有必要的目标。”
亨利没有参与实战，议会不时有人反对让他带兵，担心他太过激进，不能好好带领部队。1776年2月，殖民地部队即将加入大陆军而改组，亨利保留上校军衔，但上司却是昔日下属。他选择退伍，部下也对长官面临如此待遇心生愤慨打算退出，但亨利呼吁大家冷静并继续为独立而战。

## 独立和首任总督
军官不能当选议会代表，所以亨利没有参加1775年12月召开的第四届弗吉尼亚议会。离开部队后，汉诺威县自由民于1776年4月推举他参加一个月后召开的第五届弗吉尼亚议会。大部分代表支持独立，但对何时及如何宣布尚有分歧。亨利递交宣告弗吉尼亚独立的决议，还敦促议会宣布所有殖民地独立。据大会书记埃德蒙·伦道夫回忆，起身发言的亨利“表现出与生俱来的天赋，也只有这需要冷静和审慎方能解开的谜团才配得上他那伟大的天才。他不纠结于微妙的推理，而是把人民表达的意愿发扬光大，仿佛光辉火柱，哪怕前景黯淡，也终将指引大家抵达应许之地”。1776年5月15日，议会一致通过决议，其中大部分内容源于亨利。除宣布弗吉尼亚独立外，决议还要求该州大陆会议代表推动美国独立，理查德·亨利·李后来在会议上提出杰斐逊执笔的宣言。
议会接下来考虑制订宪法组建弗吉尼亚州政府，亨利进入阿奇博尔德·卡里（Archibald Cary）领导的委员会。受疾病影响，5月18日才抵达威廉斯堡的费尔法克斯县议员乔治·梅森最后一个进入委员会，但大部分工作都是他完成。梅森首先起草权利法案，卡里的委员会于5月25日交换意见。梅森的原稿比最终宣言内容要丰富得多，对后世影响深远，不但是杰斐逊起草独立宣言的基础，还是18至19世纪众多州宪法的重要参考。议会开始辩论梅森的文稿后，亨利接受奥兰治县青年代表詹姆斯·麦迪逊委托提出修正案，将提倡宗教宽容改成要求全面宗教自由。但这对圣公会在弗吉尼亚州的国教地位构成威胁，所以没有通过。麦迪逊修改后又请其他代表（很可能是埃德蒙·伦道夫）提出修正案，这次终于通过。麦迪逊的原稿呼吁禁止剥夺公权法案，但亨利在会上表示，如果排除这种手段，部分身居高位者犯法后根本不可能受惩罚，议会接受他的意见删除上述禁令。6月12日，议会批准《弗吉尼亚权利法案》。
弗吉尼亚州宪法规定的政府形式在州内和州外都引起担忧，杰斐逊本希望在威廉斯堡提出意见，但实际是在到达费城后将方案发往弗吉尼亚州；约翰·亚当斯把写有自家观点的文册发给亨利，后者回信表示深有同感，而且这些想法追根溯源也源自亚当斯的推荐。梅森对弗吉尼亚州政府的构想在宪法中占据主导地位，大部分权力归州议会下院弗吉尼亚州众议院。除众议院外，州议会还包括参议院，这样的结构与现今完全相同。根据1776年宪法，州长由议会两院选举，重要事务必须得到州长评议会批准才能行动，而且无权否决立法。亨利认为州长不该如此无能，一旦发生战争，什么权力都没有的行政首脑风险极大，但议会中持同样观点的不占多数。亨利对州长缺少权力不满可能还有个人原因，议会于1776年6月29日推举他当选独立后首任弗吉尼亚州州长，他获得60票支持，主要对手小托马斯·尼尔森（Thomas Nelson Jr.）拿到45票。亨利此时是弗吉尼亚州最得民心的政治家，由他担任州长有助于民众接受新政府，但也导致他远离掌握实权的众议院，很大程度上沦为摆设。
7月5日宣誓就职后亨利几乎马上病例，在苏格兰敦休养后于九月返回威廉斯堡，与华盛顿通信了解战况。华盛顿的部下能力不足，战事进展缓慢，他在信中批评州民兵的表现，认为有必要组建专心打战的大陆军。亨利招兵买马支援华盛顿，但因州长权力不足等多种原因成效不彰。1776年12月，得知英军已占领费城、华盛顿被迫撤退的州议会临时扩大州长权限；多年后杰斐逊依然对此耿耿于怀，觉得亨利企图独裁。1777年3月，亨利致信华盛顿，要求准许招募最多只能服役八个月的新兵。华盛顿在回信中愤怒地表示这种部队根本没用，亨利于是放弃，表示接受华盛顿对军事问题的判断。新兵招募困难重重，弗吉尼亚居民大多只愿进入县民兵队，不肯加入大陆军，担心要离开弗吉尼亚州甚至感染疾病。逃兵问题一直存在，亨利努力解决但效果有限，许多弗吉尼亚人是在得到无需离开该州或当地的承诺后加入部队，所以受命前往外部时就选择当逃兵。
州长任期只有一年，亨利获议会一致推举连任，于1777年7月2日宣誓就职。同年10月9日，他在苏格兰敦与汉诺威县老客户纳撒尼尔·韦斯特·丹德里奇的女儿多萝西娅（Dorothea Dandridge）结婚。纳撒尼尔是马莎·华盛顿的叔叔，所以亨利这就和华盛顿攀上亲戚关系。亨利和前妻莎拉育有六个孩子，与多萝西娅又生出十一个，其中两个夭折。亨利婚前已有30个奴隶，多萝西娅又带来12个。1777年转卖苏格兰敦后，一家人搬到州议会刚刚建立并以他命名的亨利县，住在利泽伍德种植园（Leatherwood Plantation）。
1777年冬至1778年春，华盛顿带领部队在福吉谷扎营，亨利为他们送去牲畜及其他食品。部分人士质疑华盛顿的军事领导才能，引发所谓康威阴谋（Conway Cabal）。费城医生本杰明·拉什对华盛顿的能力印象不佳，他给亨利发去信件提出采取手段对付华盛顿，亨利马上把这封没有签名的信转寄华盛顿，亨利是否认识拉什的笔迹尚无定论，但至少华盛顿认得出来，进而发觉康威阴谋。当上总统后，华盛顿于1794年撰文称赞亨利：“我一直很尊重他；不仅如此，我还觉得有尊重他的义务。1777年末，他出于友好发给我一些阴险的匿名信，当时有人要对付我，但他选择站在我这边。”
为确保弗吉尼亚州对西部（西至密西西比河 ，北至今明尼苏达州）的大面积领土主张不受英国和印第安人威胁，亨利于1777年12月派乔治·罗杰斯·克拉克秘密远征英国和法国殖民定居点卡斯卡斯基亚，明面上克拉克只是去招募民兵并前往今肯塔基州地区（当时属弗吉尼亚州）。克拉克1778年7月占领卡斯卡斯基亚，此后在亨利担任州长期间一直留在俄亥俄河北岸。此次远征未能达成预期效果，但亨利还是极力宣传。1779年卸任州长入选众议院后，他却成为克拉克的政敌。

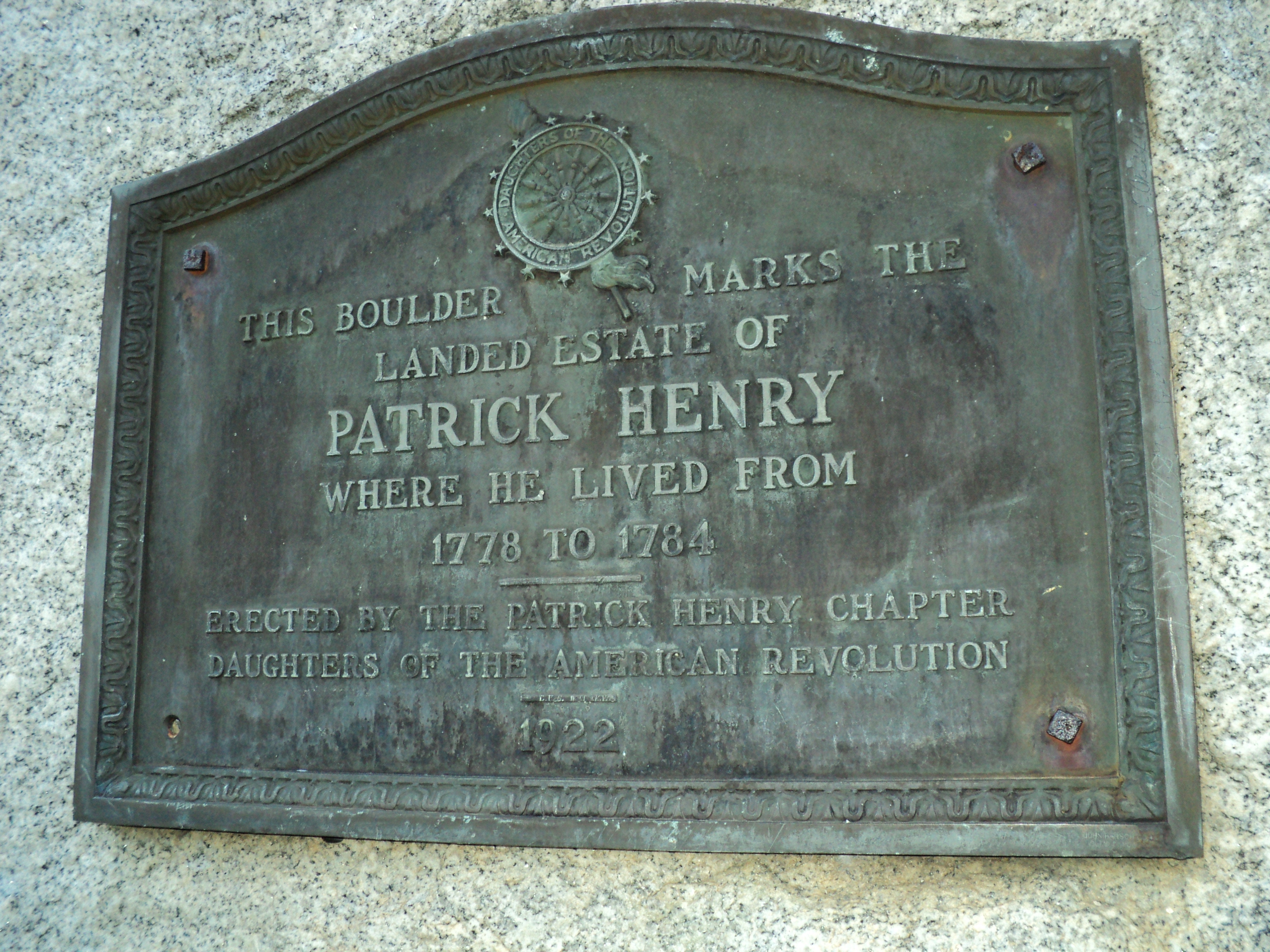
弗吉尼亚州亨利县利泽伍德种植园原址如今所立牌匾

1778年5月29日，亨利再度连任且同样无人反对，杰斐逊带领议会要员亲自通知他连任消息。同年12月，州长向国会紧急呼吁出动海军保护切萨皮克湾，但英军并没有马上行动。亨利卸任前不久，乔治·科利尔（George Collier）于1779年5月8日带领英国舰队进入切萨皮克湾，部队登陆后很快占领朴次茅斯和萨福克，摧毁宝贵的物资。英军5月24日转移，受1776年宪法限制不能再度连任的亨利不久与家人返回利泽伍德，杰斐逊继任州长。

## 利泽伍德与州众议院（1779至1784年）
成立不久的亨利县人口稀少，亨利在利泽伍德专心处理地方事务，不但在县法院（就是当时的县政府）任职，而且身为大地主也在教区委员会有一席之地。他谢绝进入国会任职的机会，声称过往病历和个人业务导致他不能当议员。杰斐逊州长1780年初来信问候，亨利在回信中表示感激，自称几乎与世隔绝，对战事进展和许多州内事务都很关心。亨利县自由民很快便将县名祖送进位于新首府里士满的州众议院，但几周后亨利就因健康问题复发返回。担任议员期间他反对国会重估大陆货币的计划和部分税收项目，理由是这些措施大多只对北方特别利好。法案本因他的反对搁置，但支持者等他离开首府后重提并通过。亨利回家后投入大量精力招募地方志愿军，用于打击偷袭边境地区的保皇党。亨利不直接领导部队，但与他们一起上路，打击任务整体进展顺利，志愿军于1780年9月解散。
弗吉尼亚州因为里士满与威廉斯堡相比不容易遭英军打击而变更首府，但英军却在1781年1月在叛变美军将领贝内迪克特·阿诺德率领下沿詹姆斯河逆流而上攻占里士满，途中基本未遇抵抗，杰斐逊州长和亨利等议员逃到夏洛蒂鎮。阿诺德很快撤回朴次茅斯，但康沃利斯伯爵二月又率军从北卡罗来纳州攻入弗吉尼亚州，这场战争大部分战斗发生在州外，但最后的战事大多是在弗吉尼亚州。华盛顿的部队还在纽约附近，亨利努力招兵买马保卫家园，并在三月协助州议会起草措辞严厉的抗议信要求国会支援。同年五月，伯納斯特·塔爾頓上校带领英军突袭夏洛蒂鎮，差点把弗吉尼亚州政府一网打尽，所幸他们及时撤往斯汤顿。江湖传言称亨利与其他领导人一起逃难，路上想向平民借宿，屋内女人起初斥责他们逃离夏洛蒂鎮的懦夫行径，但得知亨利也在其中后态度大变，觉得他们肯定有充足的道理，最后竭尽所能招待大家。
杰斐逊没有前往斯汤顿，他的州长任期刚刚结束，州议会还没有机会选举。夏洛蒂鎮遇袭后他逃到贝德福县的自家农场，弗吉尼亚州持续十天没有州长。以亨利等人为首的许多议员谴责杰斐逊的做法，要求调查行政部门（州长及其评议会）官员操守。议会通过决议，将调查时间定在下一次议程，但经过一段时间冷静后收回成命。杰斐逊对亨利的举动非常愤怒，哪怕1799年亨利去世后多年还是无法释怀。
大陆军在約克鎮圍城戰役奠定胜局，战争随即结束。亨利持续担任亨利县州众议员，直到1784年再度当选州长。和平带来众多改变，亨利提出法案改革弗吉尼亚州货币，调整高通胀前订立但尚未清偿的合同款项。杰斐逊等人想用贬值货币重计已经结算的合同，亨利认为这样不公道，他在州议会的影响最终占据上风。
弗吉尼亚州议会的决定有国际影响。部分债权人是英国人，希望能用硬通货结算，不想接受已经付给第三方的贬值货币。1783年5月，亨利推动州众议院顶住议长老约翰·泰勒的反对通过决议，取消对英国的贸易禁运。亨利还提出法案准许保皇党返回弗吉尼亚州，但遭遇大量反对，直到各县开会评估公众情绪后才继续审议。亨利在辩论时称：“我们已经让骄傲的英国雄狮躺在脚下，难道还会怕几条小狗？”修改后的法案于1783年11月通过，但具体修改方向不明。
詹姆斯·麦迪逊出任三年国会议员后又回到州众议院，与亨利在许多议题合作，但两人对弗吉尼亚州是否应该支持新教教会立场不同。麦迪逊和杰斐逊都主张政教分离，这意味着政府不能用公共资金资助宗教；但亨利认为应该评估纳税基督徒是否愿意维护新教教会，像战争爆发前弗吉尼亚殖民地资助圣公会那样赞助教堂，华盛顿和李都支持亨利的计划。托马斯·基德（Thomas S. Kidd）为亨利创作的传记指出，这份评估计划是亨利未能成为后世公认开国元勋的重要原因，他对政教分离问题的立场已经偏离历史进步潮流。如果没有变故，州议会很可能通过法案，但1784年11月17日议会推举亨利担任州长之举改变结果。麦迪逊认为亨利是出于私人原因接受职位，他的夫人和孩子很可能不喜欢在偏远的亨利县生活，在里士满过得更开心。麦迪逊借机推迟亨利的法案到第二年再表决，法案最终未通过。麦迪逊还推动议会审议杰斐逊的《弗吉尼亚宗教自由法》，该法主张政教分离，于1786年通过。

## 再任州长（1784至1786年）
亨利再任州长的任期共计两年，州议会在1785年推举他连任。与首次担任州长相比，这两年更加平静；他在切斯特菲尔德县乡间租下索尔兹伯里（Salisbury）种植园和家人居住，这里距首府约21公里，离弗吉尼亚州议会大厦不远的州长官邸此时还在建筑。州议会通过法案为民兵配备新武器，由亨利与拉法耶特侯爵合作从法国进口。
各县民兵受当地严密控制，虽然这纯属州内事务，但的确在战争期间引发问题，民兵拒绝亨利等州长的命令，不愿离开该州地界或应征加入大陆军。为了能从中央直接指挥民兵，州议会1784年将所有民兵军官停职，由亨利与州长评议会任命新军官代替。根据《弗吉尼亚州宪法》，民兵军官应由县法院（即县政府）推荐，但亨利没有这么做，而是向他或评议会委员在各县认识的知名人士求教。此举导致各县差点揭竿而起，市民抗议州长违宪，各县拒绝遵从。新法基本没有履行，亨利于1785年10月要求议会废除该法，议会在第二年走完程序。
北卡罗来纳州西部（今田纳西州）居民打算脱离该州另组富兰克林国（State of Franklin），为实现目标，前弗吉尼亚州众议员亚瑟·坎贝尔（Arthur Campbell）于1785年意图加入邻近的华盛顿县。亨利解除坎贝尔的民兵军衔及县内其他官职，还迫使他的支持者离开，用忠于弗吉尼亚州的居民代替。亨利在同年十月递交州议会的报告中建议宽大处理，声称华盛顿县经济不景气，一小撮群众因焦虑误入歧途，走上分裂道路，但他也促使议会通过反叛乱法，禁止在弗吉尼亚州建立敌对政府。
亨利利用州长权限和私人投资推动弗吉尼亚州发展，他支持开放詹姆斯河与波托马克河上游航运，曾设想用运河把两条河与俄亥俄河谷连接。他还支持建运河穿过迪斯默尔沼泽（Great Dismal Swamp），认为此举能将北卡罗来纳州东部的贸易引流到诺福克。他在提议建造的运河沿线拥有土地，但未能引起华盛顿将军的兴趣。亨利支持境内改进，但却未能及时通知弗吉尼亚州代表与马里兰州代表会晤，商讨波托马克河通航事宜，结果弗吉尼亚州只有梅森等两人参加弗农山会议，本是会议代表的麦迪逊和伦道夫都因未获及时通知错过。伦道夫暗示亨利不是因为健忘，而是出于对联邦事务越来越强的敌意而没有及时通知。1786年，安纳波利斯会议在麦迪逊的支持下召开，这次亨利更加到位地通知麦迪逊等代表参加。第五个任期结束后亨利决定不再连任，自称需要赚钱养家。

## 反对宪法（1787至1790年）
1786年11月卸任州长后，亨利不想长途跋涉返回利泽伍德，打算在汉诺威县买地，但最终选择爱德华王子县。他曾于1775年在该县协助创办漢普登-悉尼學院，此时便把儿子送入该校。1787年初，当地自由民把他选入州众议院，此后他一直任职到1790年底。美国各州从1777年起经《邦联条例》组建松散联盟，但因十年间发生的各种问题，多个州在安纳波利斯会议上决定1787年在费城召开会议修改《邦联条例》。新州长伦道夫提议亨利作为弗吉尼亚州代表与会，但他以经济困难为由谢绝。江湖传言声称亨利在他人询问为何不去时回答：“我觉得里面有见不得人的勾当”。
亨利此前一直倡导各州团结一致，所以许多人都认为他会赞成把各州更加紧密地联系起来，麦迪逊直到1786年末都希望得到他的支持。但在多种因素共同影响下，亨利对北方各州已经不再信任，特别是国会未能派遣足够兵力保护俄亥俄河谷的弗吉尼亚定居者后。他对把密西西比河25年独家航运权拱手让给西班牙的《杰伊-加尔多基条约》深感愤慨，条约换来的好处对新英格兰有利，当地这时还有愈演愈烈的分裂运动。约翰·杰伊本来接到的谈判指示是不得限制美国航运权，但北方各州的选票足以放宽限制以求达成协议，只不过南方各州的选票也能确保条约得不到批准。类似事件导致亨利等弗吉尼亚州领导人感到背叛，对北方缺乏信任。
费城会议于1787年9月休会，大会主席华盛顿回家后马上把新宪法复本发给亨利，建议他支持。亨利此时是爱德华王子县众议员，在里士满参加秋季议程。他在回信中感谢华盛顿主持费城会议并发来文档，但“我无法认可拟议宪法，心中忧虑已经超出我的表达能力”。信中暗示他有可能改变主意，这样他就有时间完善观点，不像与会代表梅森和伦道夫那样已经公开发表反对意见，坚定站在宪法对立面。支持宪法和希望尽快解决问题的代表达成妥协，弗吉尼亚州决定在1788年6月召开大会辩论，大会代表在同年三月选举，可以全权决定是否批准宪法，亨利和梅森等人主张增加修正案后通过宪法。
会议召开后，十多年前因《不自由，毋宁死！》名扬天下的亨利发言谴责宪法，为促使与会奴隶主代表投票反对建立强大的中央政府，他喊出“他们会放黑鬼自由”这样遗臭万年的口号。亨利反对宪法授予总统强大的行政权，不希望好不容易从乔治三世手中解放弗吉尼亚殖民地后，又把如此权力交到可能沦为暴君的总统手中。在他看来，这份宪法是历史的倒退，是背叛革命先烈之举。弗吉尼亚州批准美国宪法大会于1788年6月2日召开，据基德记载，亨利在会上的表现“充满力量和荣耀之光”。他宣称制宪者无权以“我们合众国人民”这样的话开头，而且忽视各州的权力。亨利批评宪法将太多权力集中在极少数人手中，还指出宪法中没有权利法案，不能保护个人权利：
难道放弃最神圣的权利后，你的自由反倒更加安全？自由是对尘世万物最伟大的祝福——只要给我们自由，别的一切你都能夺走。但我已活了这么久，变得非常老土。或许这个世界已经变得无比优雅和开明，只有大老土才会无比珍视人类最宝贵的权利：如果真是这样，我甘之如饴。
麦迪逊是宪法的主要支持者，但会议期间他基本有病在身，无法回应亨利的批评。大会代表逐渐趋于批准宪法，亨利应该已经明白这场战斗必败无疑，但他继续发表长篇大论，演讲词占整个会议所有辩论纪录的四分之一。伦道夫州长此时已经转变观念支持批准，他在发言时指出，如果大会容许亨利一直这么说下去，会期可能会从六周拖到半年。6月25日代表投票批准宪法后，亨利变得安静下来，这其中的重要原因就是大会马上提出约40条修正案，其中许多后来纳入权利法案。同样反对批准宪法的乔治·梅森本打算激烈抨击宪法组建新政府的缺点，但在他人劝服下闭口不言。有说法称，亨利向其他反对派表示，他已经尽到共和国代表的义务尽力表达观点，如今问题已由民主方式解决，大家可以回家啦。麦迪逊致信华盛顿，称亨利依然打算用宪法修正案削弱联邦政府权力，估计他会提议再度召开全国大会。
《美国宪法》规定联邦参议员由各州议会选举，亨利回到州众议院后确保麦迪逊竞选参议员败北。亨利明确表示不会在弗吉尼亚州以外出任公职，但还是有部分议员把票投给他。麦迪逊竞选联邦众议员又遇到詹姆斯·门罗竞争，麦迪逊的支持者批评亨利及其议会盟友处事不公，利用选区划分权确保麦迪逊所在的奥兰治县大部分选民是反联邦党人。亨利还确保要求的各项修正案纳入议会请愿书递交国会。虽然心中尚余顾虑，但他还是履行弗吉尼亚州选举人的职责，投票支持华盛顿和约翰·亚当斯分别担任总统和副总统。首届国会只通过保护个人自由的修正案，没有通过旨在削弱政府权力的部分，令亨利颇感失望。
亨利的众议员任期在1790年底结束，《1790年筹资法》是他离任前处理的最后政务，该法授权联邦政府接手处理各州早在殖民地时期便开始拖欠的债务。11月3日亨利提出的决议先后在州众议院和参议院通过，宣布该法行使的权力根本没有授予联邦政府，超过美国宪法限制。事实证明，弗吉尼亚州的决议只是开始，南方各州议会接下来数十年间通过大量决议维护州权，主张从严解读宪法。

## 晚年
1790年离开众议院后亨利已经负债，其中有些还是因为担任州长期间的开支，促使他投机土地并继续当律师赚钱养家。亨利对联邦政府依然心存不满，甚至考虑在边境地区另建共和国，但事实证明这不过是水中捞月。他不再像18世纪60年代那样为办案四处奔走，基本只在爱德华王子县和贝德福县打官司，只为备受瞩目或报酬非常丰厚的案件破例赶到里士满，或是翻山越岭抵达格林布賴爾縣（今西弗吉尼亚州）。
1790年，弗吉尼亚州设立新联邦法院，英国债权人迅速提起上百桩诉讼，要求清算独立战争期间的债务。1791年联邦法院审理“琼斯诉沃克案”（Jones v. Walker），辩方律师包括亨利和约翰·马歇尔，法庭辩论基本由亨利负责，马歇尔撰写书面诉状。亨利共口头辩论三天，马歇尔事后回忆时称赞他“演讲出色......而且法律知识渊博、思维精准、推理深刻”。案件因主审法官去世不了了之，但亨利和马歇尔又加入“韦尔诉海尔顿案”（Ware v. Hylton）的律师队，在包括美国首席大法官约翰·杰伊、最高法院大法官詹姆斯·艾尔戴尔（James Iredell）在内三名法官面前辩论。亨利的雄辩促使艾尔戴尔感叹：“老天！他的演说的确无与伦比。”亨利和马歇尔胜诉后原告上诉，案件在最高法院开庭，是马歇尔唯一一次在最高法院辩论，但该院于1796年裁定英国债权人胜诉。
亨利反对批准宪法，与华盛顿的友谊因此降温，但1794年时两人看起来已经和解。亨利觉得与杰斐逊和麦迪逊相比，自己和华盛顿更合得来；华盛顿此时仍对亨利当年告发康威阴谋心怀感激。1794年华盛顿邀请亨利进入联邦最高法院，但他仍以需要赚钱陪伴家人为由谢绝。华盛顿还想请亨利出任国务卿或驻西班牙大使，弗吉尼亚州州长亨利·李三世也想提名他出任联邦参议员，但都被他谢绝。亨利在弗吉尼亚州人气居高不下，许多人都希望成为他的政治盟友，连杰斐逊都不例外，通过两人共同的朋友向亨利捎去口信，自称已经放下过去。华盛顿明确表示不会在1796年争取再度连任，马歇尔曾与亨利·李探讨是否邀请亨利一起参加总统大选，但亨利不愿意。州议会同年推举他当州长，亨利也以年龄和身体状况为由谢绝。多次谢绝官职令他的名望进一步提高，就像华盛顿一样成为人民眼中的辛辛纳图斯，放弃权力回家务农。

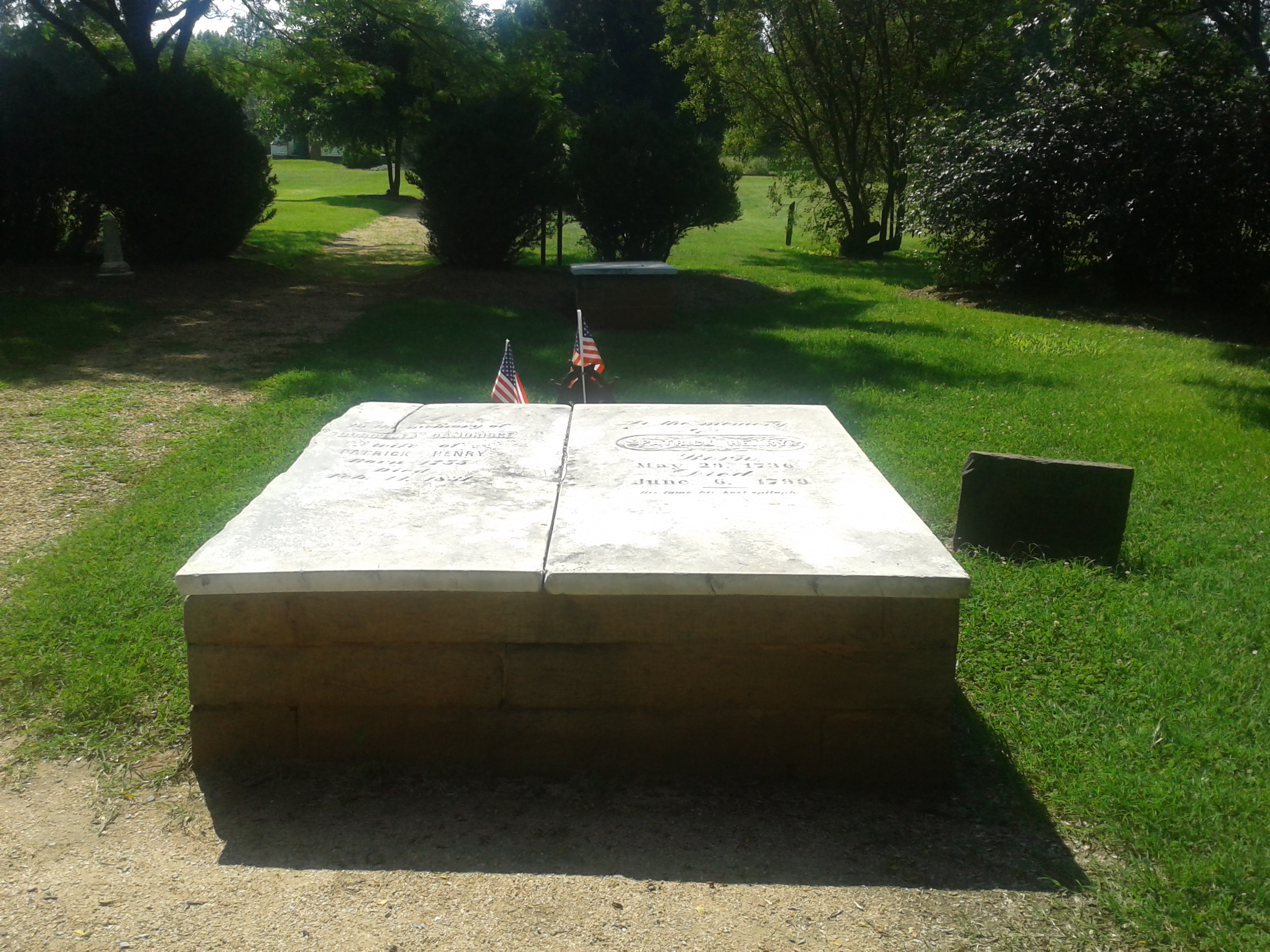
亨利和夫人多萝西娅之墓，位于红山家族墓地，亨利葬在右侧，上刻铭文“名声是他最好的墓志铭”

1792年，亨利卖掉爱德华王子县地产，举家迁居坎贝尔县的长岛种植园。1794年他买下夏洛特县的红山（Red Hill），这里距一家人生活的布鲁克尼尔（Brookneal）很近，但“身体吃不消的季节”就会搬回长岛过日子。1796年，老友亚当斯在大选中战胜对头杰斐逊当选总统，令亨利非常欣慰，但他忠于聯邦黨的立场受到1798年《客籍法和镇压叛乱法》考验，最终他保持沉默，支持温和派联邦党人马歇尔竞选联邦众议员，后者以微弱优势胜出。弗吉尼亚州联邦党人对亨利施压，要求他重返政坛，但他一直坚持到1799年初才因前总统华盛顿敦促同意。谢绝亚当斯总统的法国特使任命后，亨利于1799年3月4日当选州议会夏洛特县议员。议会暂无议程需要处理，于是他返回红山，但再也没有离开。1799年6月6日，帕特里克·亨利在家中死于胃癌，享年63岁，遗体葬在红山。
亨利的遗嘱将房产和67个奴隶分给夫人与六个儿子。虽然演讲中反复谴责暴君奴役人民、而且多次表态反对奴隶制，但他没有还任何奴隶自由。
亨利去世后，许多报纸发文致敬。《弗吉尼亚公报》以黑框刊登他的死讯：“只要河水不枯、山川依旧，弗吉尼亚州……就会一直告诉后人向亨利学习”。《彼得斯堡信息报》（Petersburg Intelligencer）对他去世深感遗憾，认为亨利本来能在发生民族争端时协调各方达成和解。支持杰斐逊派系的《阿格斯报》（Argus）表示，亨利“指出宪法中的邪恶......反对那些我们直到现在才知道不该的内容......如果一定要对亨利先生最后转为支持联邦党挑毛病，如果一定要对此吹毛求疵，那就让美国独立的格尼烏斯（即守护神）流下眼泪，永远抹掉这个污点吧”。

## 纪念和命名

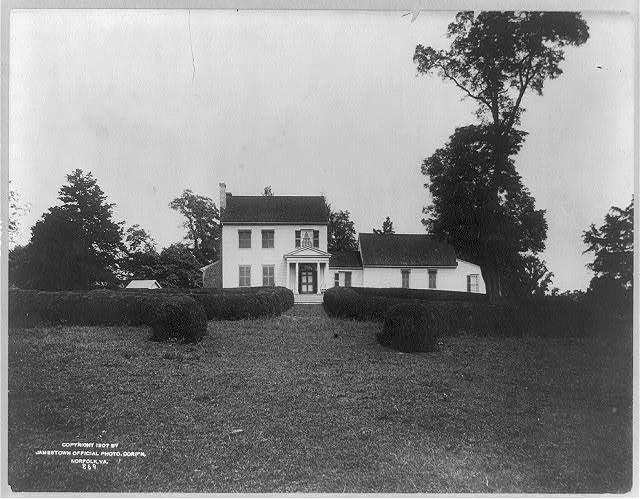
摄于1907年左右的弗吉尼亚州夏洛特县红山种植园

亨利的许多故居成为历史纪念地。苏格兰敦种植园如今是美国国家历史名胜，红山帕特里克·亨利国家纪念堂（Red Hill Patrick Henry National Memorial）保有他最后的住宅、坟墓和重建的律师事务所。他的出生地已于1807年焚毁，如今是受保护的考古遗迹，还入选國家史蹟名錄。美国革命女儿会在亨利县安放牌匾标记利泽伍德所在地。
亨利协助创办漢普登-悉尼學院，深信“每个自由的州”都应该“向公民普及实用知识”。他是该校首批董事，有七个儿子在此就读。1783年州议会通过该校特许状，亨利对此作用举足轻重。华盛顿县埃默里（Emory）的埃默里和亨利学院（Emory and Henry College）是以他和19世纪美以美會主教约翰·埃默里（John Emory）命名。该校称：“埃默里主教象征信仰与学习结合，亨利州长代表对自由和公民美德的追求”。
西弗吉尼亚州历史上曾是弗吉尼亚州领土，位于惠灵的亨利堡（Fort Henry）于1774年建成，原以邓摩尔的头衔命名为芬卡斯尔堡（Fort Fincastle），弗吉尼亚州独立后更名亨利堡。霍尔斯顿河位于田纳西州金斯波特河段岸边在独立战争期间建起帕特里克·亨利堡，该河的水库和水坝因此获名帕特里克·亨利堡水库和帕特里克·亨利堡水坝。
帕特里克·亨利营（Camp Patrick Henry）是二战时期弗吉尼亚州紐波特紐斯附近军营，1946年停用后，其中3.74平方公里土地成为纽波特纽斯/威廉斯堡国际机场所在地。机场1949年开通时叫帕特里克·亨利机场，后更名帕特里克·亨利国际机场直到1990年改为现名，机场代码至今仍是（帕特里克·亨利机场三个单词的首字母缩写）。
美國郵政部已两次发行邮票纪念亨利，首先是1955年10月7日的一美元普通邮票，在自由系列邮票中价值仅次于亚历山大·汉密尔顿（五美元），人物形象和设计灵感源于美国画家阿隆佐·查佩尔（Alonzo Chappel）的肖像画。1960至1961年，邮政部发行“美国信条”系列，六枚邮票都是举世闻名的爱国语录，亨利的“不自由，毋宁死！” 印在最后一枚，面值四美分，1961年1月11日在里士满首发。

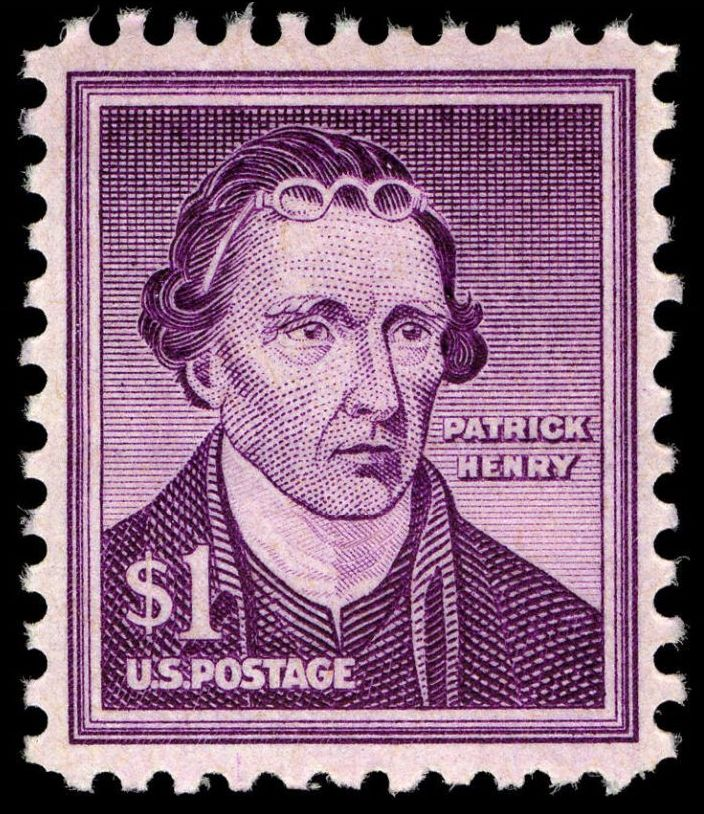
自由系列帕特里克·亨利一美元邮票，1955年发行
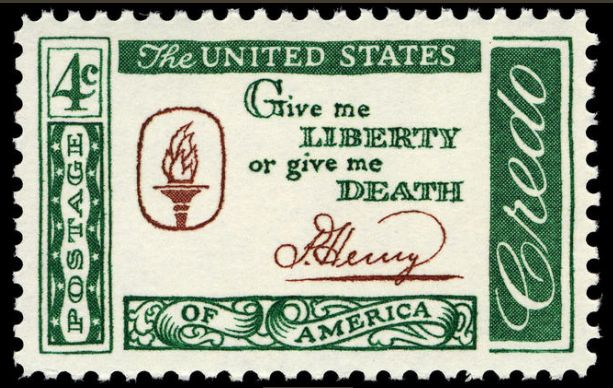
美国信条系列帕特里克·亨利纪念邮票，1961年面世

## 影响和历史评价
正如历史学家理查德·比曼（Richard Beeman）所言，亨利“根本不愿花时间记载任何事项”，时过境迁就难以评断他的一生。亨利的人生缺乏原始资料记载，仅有极少数文献和演讲文稿留存，这无疑导致从古到今各作家的传记创作非常困难。沃特在传记出版两年前表示：“除了演讲、演讲还是演讲。他确实很善于演讲，但老天啊！他到底是怎么讲的呢！更糟糕的是，1763至1789年他的演讲都没有文稿存世，人们甚至都不记得了”。比曼对此也称，“无论他身为革命火把究竟有何成就，从历史研究角度来看都让人生无可恋”。杰斐逊在亨利去世后又活了四分之一个世纪，并以他的回忆和见解填补世人对亨利的信息真空。杰斐逊对亨利非常反感，直到1824年还会对到访蒙蒂塞洛的宾客谴责亨利，沃特认为这些批评参考价值有限，没有在著作中大量采用。比曼认为，杰斐逊的负面评价无论是否合理，都伤及亨利的历史声誉。
美国人对亨利出众的政治演说才华推崇备至。库克拉在书中写道：“亨利用平民百姓能够理解的话语解读革命——进而激励他们为自由而战”。梅耶认为：“亨利创造深得民心且包含党派倾向的政治风格，人们花费一代人的时间才充分理解和接受其民主含义。他的从政生涯体现18世纪政治宗主制向安德鲁·杰克逊时代群众政治转变。”戴维·麦坎茨（David A. McCants）研究亨利的演讲后指出，后世将亨利公认为那个时代的伟大美国演说家，这不仅是因为他的“英雄形象和口才”，更是因为他能适应当时弗吉尼亚州（殖民地）激烈碰撞的哲学、宗教和政治理念，创造足以吸引公众的新演讲风格。据泰特所述，“他的演讲实力无可匹敌，理念相通的手段也确保选民忠诚不移，还密切关注选民利益，他无疑令革命运动更得民心”。基德认为，历史重点关注亨利的演讲素质，可能导致人们对他的部分演讲内容更加难以接受，特别是他反对宪法的言论。
南北战争双方都宣称亨利一定会支持他们的立场，废奴主义者以亨利批评奴隶制的文章为证，蓄奴州的支持者指出他反对宪法。许多作家无论是否认可亨利，都认为如果没有反对宪法这样的重大污点，亨利的从政生涯将令人无比钦佩。《美国宪法》诞生两百周年前夕，比曼于1986年撰文预测，周年到来时，亨利会无可避免地沦为历史的失败者，他的目光太过短浅，看不到在弗吉尼亚州以外，联邦宪法能够为民族伟大提供多么大的机遇。
左派和右派都将亨利誉为英雄，但在右派渐趋显著。基督教保守派对他青眼有加，称赞他深切的宗教信仰、文章和演说中对基督教美德的认可，以及捍卫宗教自由的立场。亨利在家中接受父亲教导，故而成为在家自學运动的象征。2000年，帕特里克·亨利学院（Patrick Henry College）在弗吉尼亚州劳登县珀塞尔维尔（Purcellville）成立，该校很大程度是为曾在家自学的人准备。亨利最著名的宣言（“不自由，毋宁死！”）一直是右派重要口号，2010年的茶党运动还曾出现标语“不自由，就欠债”，但据基德所言，今天的美国人无论是否支持茶党运动，都没有几个真把亨利批评宪法基础的言论当回事儿。
泰特指出，独立前后基本只在州内积极活动并且反对批准联邦宪法的政治领袖很多，但极少有人像亨利这样真正跻身美国革命重要人物。库克拉也有类似看法，称亨利除参加两年的大陆会议外从未出任国家级公职，“但却是共和国的创始人”。基德指出，如今的美国人对亨利看法不一：
人们对亨利的记忆已经模糊，只知他富于爱国精神，却难窥他那心随意动却又堪称模范的生平。包括托马斯·杰斐逊在内的许多政敌宣称，亨利“其实”是叛徒、多次背信弃义。他对合众国的看法与感情或堂而皇之的言语和姿态无关，而是以美德、宗教信仰和反应灵敏的地方政府为基础。18世纪80至90年代间，他在几乎所有议题上都站在建国同僚詹姆斯·麦迪逊和托马斯·杰斐逊的对立面，并且坚定不移地反对批准宪法，他是最有胆量的爱国者。

### 脚注
1. 1 2 3 4 5 6 7 8 9 10 11 12 13 14 15  Tate 2000.
2. ↑  Meade，第13–18页
3. ↑  Meade，第21–24页
4. ↑  Kukla，第13页
5. ↑  Kidd，第9页
6. ↑  Kidd，第12页
7. ↑  Mayer，第32页
8. ↑  Kukla，第13–23页
9. ↑  Kidd，第37页
10. 1 2  Wells 2008.
11. ↑  Mayer，第45–48页
12. ↑  Mayer，第50页
13. ↑  Kukla，第31–32页
14. ↑  Kukla，第30–40页
15. ↑  Campbell，第28页
16. ↑  Kukla，第39–41页
17. ↑  McCants，第40页
18. ↑  McCants，第118–119页
19. ↑  McCants，第119页
20. ↑  Kukla，第45页
21. ↑  Mayer，第66页
22. ↑  Campbell，第37页
23. ↑  Kidd，第46–48页
24. ↑  Mayer，第69–70页
25. ↑  Kidd，第53–58页
26. ↑  Kukla，第49–56页
27. ↑  Kidd，第58页
28. ↑  Kidd，第53, 58–59页
29. ↑  Morgan and Morgan，第305页
30. 1 2  Kidd，第51–53页
31. ↑  Morgan and Morgan，第94页
32. ↑  Kukla，第71页
33. ↑  Kidd，第53页
34. ↑  Morgan and Morgan，第97页
35. ↑  Kukla，第73–79页
36. ↑  Morgan and Morgan，第204–305页
37. ↑  Kukla，第80–82页
38. ↑  Campbell，第72页
39. ↑  Campbell，第62–65页
40. ↑  Kidd，第71–72页
41. ↑  Kidd，第71页
42. ↑  Campbell，第xvii页
43. ↑  Kidd，第72–73页
44. ↑  Kidd，第15页
45. ↑  Kukla，第100–102页
46. ↑  Kukla，第124页
47. ↑  Kidd，第15–16页
48. ↑  Kukla，第125页
49. ↑  Kukla，第152–155页
50. ↑  Mayer，第175页
51. ↑  Kukla，第138页
52. ↑  Kukla，第139–141页
53. ↑  Kukla，第141–143页
54. ↑  Mayer，第198–204页
55. ↑  Mayer，第205–206页
56. ↑  Kukla，第145页
57. ↑  Mayer，第209页
58. ↑  Kukla，第146页
59. ↑  Mayer，第212页
60. ↑  Kukla，第147–148页
61. ↑  Mayer，第212–213页
62. ↑  Mayer，第214–217页
63. ↑  Mayer，第218–219页
64. ↑  Kukla，第155–156页
65. ↑  Kukla，第158–160页
66. ↑  Kidd，第52页
67. ↑  Give Me Liberty, or Give Me Death!.
68. ↑  Kukla，第170–172页
69. ↑  McDonnell，第44–45页
70. ↑  Raphael，第147页
71. 1 2  Raphael，第148页
72. ↑  Hemple & 1977，第298–310页
73. ↑  Raphael，第311页
74. ↑  Raphael，第145–156, 311–313页
75. ↑  Raphael，第149页
76. ↑  Kukla，第173–180页
77. ↑  McDonnell，第64页
78. ↑  Kukla，第180–182页
79. ↑  Kukla，第183–185页
80. ↑  McDonnell，第66–70页
81. ↑  Kukla，第187页
82. ↑  Kidd，第106–107页
83. ↑  Kukla，第189–190页
84. ↑  Kidd，第109页
85. ↑  McDonnell，第100–102页
86. ↑  Kukla，第201–202页
87. ↑  McDonnell，第140, 148–149页
88. ↑  Kukla，第201–204页
89. ↑  Kukla，第201页
90. ↑  Campbell，第172–173页
91. ↑  Campbell，第196页
92. ↑  Kidd，第121–122页
93. ↑  Kidd，第122页
94. ↑  Campbell，第223–224页
95. ↑  Kukla，第210–213页
96. ↑  Kidd，第126页
97. ↑  Campbell，第225–226页
98. ↑  Kukla，第214–217页
99. 1 2  Kidd，第129–135页
100. ↑  McDonnell，第244页
101. ↑  McDonnell，第258页
102. ↑  McDonnell，第266页
103. ↑  Campbell，第247–248页
104. ↑  Kidd，第138–139页
105. ↑  Kukla，第233–238页
106. ↑  Kidd，第139–141页
107. ↑  Campbell，第278–281页
108. ↑  Kidd，第148–150页
109. ↑  Mayer，第341–342页
110. ↑  Kidd，第153–155页
111. ↑  Kukla，第245–247页
112. ↑  Kidd，第155–158页
113. ↑  Campbell，第288页
114. ↑  Campbell，第289–291页
115. ↑  Kidd，第159–160页
116. ↑  Campbell，第298–299页
117. ↑  Mayer，第355–356页
118. 1 2  Kukla，第265–268页
119. ↑  Mayer，第356–359页
120. ↑  Kidd，第167–168页
121. ↑  Kidd，第168–171页
122. ↑  Campbell，第320页
123. ↑  Campbell，第320–321页
124. ↑  Mayer，第364–365页
125. ↑  McDonnell，第506–513页
126. ↑  Kukla，第286–287页
127. ↑  Mayer，第366页
128. ↑  Kukla，第287页
129. ↑  Mayer，第366–367页
130. ↑  Kidd，第181页
131. ↑  Mayer，第370–371页
132. ↑  Campbell，第319–320页
133. ↑  Kidd，第182–183页
134. ↑  Kidd，第177页
135. ↑  Kukla，第300–305页
136. ↑  Kukla，第307页
137. ↑  Kukla，第307–310页
138. ↑  Mayer，第381–382页
139. ↑  Chernow & 2005，第267页
140. ↑  Kidd，第191–192页
141. ↑  Kukla，第321页
142. ↑  Kidd，第194页
143. ↑  Kidd，第194–195页
144. ↑  Campbell，第340页
145. ↑  Kidd，第200–201页
146. ↑  Campbell，第335页
147. ↑  Kidd，第201页
148. ↑  Kelly 2019.
149. ↑  Kidd，第207–208页
150. ↑  Campbell，第375–377页
151. ↑  Campbell，第378–379页
152. ↑  Kukla，第385–366页
153. ↑  Kukla，第368页
154. ↑  Kidd，第218–221页
155. ↑  Mayer，第463页
156. ↑  Kukla，第370–372页
157. ↑  Kukla，第372–373页
158. ↑  Kukla，第373–374页
159. ↑  Kidd，第224–229页
160. ↑  Kidd，第234–236页
161. ↑  Campbell，第388页
162. ↑  Kidd，第239–239页
163. ↑  Kukla，第392–393页
164. ↑  Campbell，第418页
165. ↑  Henry's Will & Red Hill Patrick Henry National Memorial.
166. 1 2 3  Kukla，第393页
167. 1 2  Mayer，第474页
168. ↑  List of NHLs by State.
169. ↑  Red Hill - The Patrick Henry National Memorial.
170. ↑  Studley 1720s: Patrick Henry's Birthplace.
171. ↑  Patrick Henry's Birthplace Archeological Site.
172. ↑  Patrick Henry Monument.
173. 1 2  Hampden-Sydney College.
174. ↑  History of the College.
175. ↑  Brooks & 1940，第110–118页
176. ↑  Nance 2018.
177. ↑  Fort Patrick Henry & Tennessee Valley Authority.
178. ↑  Chapter 1: Existing Conditions.
179. ↑  Rod 2006.
180. ↑  Juell 2008.
181. 1 2  Beeman，第302页
182. 1 2  Beeman，第301页
183. ↑  Beeman，第301–302页
184. ↑  Kidd，第246–247页
185. 1 2  Kidd，第247页
186. ↑  Kukla，第394页
187. ↑  McCants，第3–5页
188. ↑  Kidd，第247–249页
189. ↑  Beeman，第302–303页
190. ↑  Kidd，第249–250页
191. ↑  Kidd，第254页

### 图书和期刊
- Beeman, Richard R. . The Virginia Magazine of History and Biography. 1987-07, 95 (3): 301–316. ISSN 0042-6636.
- Campbell, Norine Dickson. . New York, NY: The Devin-Adair Company. 1969  [2020-11-21]. OCLC 694997.
- Chernow, Ron. . London: Penguin Books. 2005-03-29. ISBN 978-0143034759.
- Kidd, Thomas S. . New York, NY: Basic Books. 2011  [2020-11-21]. ISBN 978-0-465-00928-2. （原始内容存档于2021-03-05）.
- Kukla, Jon. . New York, NY: Simon & Schuster. 2017. ISBN 978-1-4391-9081-4.
- Mayer, Henry. . New York, NY: Grove Press. 1986  [2020-11-21]. ISBN 978-0-8021-3815-6. （原始内容存档于2021-03-05）.
- McCants, David A. . Westport, CT: Greenwood Press. 1990. ISBN 978-0-313-26210-4.
- McDonnell, Michael A. . Chapel Hill, NC: The University of North Carolina Press. 2012. ISBN 978-1-4696-0107-6.
- Meade, Robert D. . Philadelphia, PA: Lippincott. 1957. OCLC 964630.
- Morgan, Edmund S.; Morgan, Helen M. . Chapel Hill, NC: The University of North Carolina Press. 1995 [1953]. ISBN 978-0-8078-4513-4.
- Raphael, Ray. . New York, NY: The New Press. 2004  [2020-11-21]. ISBN 978-1-56584-921-1.
- Hemple, Judy. . Quarterly Journal of Speech. 1977, 63 (3): 298–310  [2020-11-23]. （原始内容存档于2021-03-05）.
- Brooks, A.B. . West Virginia History (West Virginia Archives and History). 1940-01, I (2): 110–118  [2020-11-24]. （原始内容存档于2020-11-14）.

### 其他来源
- Tate, Thad. . American National Biography Online. 2000-02  [2020-11-22]. （原始内容存档于2020-05-06）.
- Wells, James M. . Christian History Society. 2008  [2020-11-22]. （原始内容存档于2020-09-04）.
- . Colonial Williamsburg Foundation. 2020-03-03  [2020-11-23]. （原始内容存档于2020-11-17）.
- Kelly, Martin. . ThoughtCo. 2019-09-02  [2020-11-24]. （原始内容存档于2020-11-08）.
- . Red Hill Patrick Henry National Memorial.   [2020-11-24]. （原始内容存档于2020-11-01）.
- . National Historic Landmarks. National Park Service.   [2020-11-24]. （原始内容存档于2020-11-14）.
- . Patrick Henry Memorial Foundation.   [2020-11-24]. （原始内容存档于2020-10-18）.
- . Road to Revolution Heritage Trail Consortium.   [2020-11-24]. （原始内容存档于2020-04-20）.
- . National Register of Historic Places.   [2020-11-24]. （原始内容存档于2020-08-06）.
- . Daughters of the American Revolution.   [2020-11-24]. （原始内容存档于2019-03-29）.
- . Road to Revolution Heritage Trail Consortium.   [2020-11-24]. （原始内容存档于2020-04-20）.
- . Emory and Henry College.   [2017-09-29]. （原始内容存档于2017-09-29）.
- Nance, Benjamin C. . Tennessee Encyclopedia of History and Culture. 2018-03-01  [2020-11-24]. （原始内容存档于2020-08-07）.
- . Tennessee Valley Authority.   [2020-11-24]. （原始内容存档于2020-10-22）.
- (pdf). Newport News/Williamsburg International Airport: 1–6 through 1–8.   [2020-11-24]. （原始内容存档 (PDF)于2020-08-06）.
- Rod, Steven J. . National Postal Museum. 2006-05-16  [2020-05-22]. （原始内容存档于2020-05-22）.
- Juell, Rod. . National Postal Museum. 2008-11-03  [2018-09-22]. （原始内容存档于2018-09-22）.

## 扩展阅读
- Beeman, Richard R. . New York, NY: McGraw-Hill. 1974  [2020-11-23]. ISBN 0-07-004280-2. （原始内容存档于2020-12-18）.
- Jewett, Thomas. . Early America Review (DEV Communications). Summer/Fall 2004, 8 (2)  [2020-11-23]. ISSN 1090-4247. （原始内容存档于2020-07-20） –Varsity Tutors.
- Meade, Robert D. . Philadelphia, PA: Lippincott. 1969.
- Harlow Unger. . Cambridge, MA: Da Capo Press. 2010. ISBN 978-0-306-81886-8.
- William Wirt Henry (编). . Charles Scribner's Sons. 1891  [2020-11-25]. （原始内容存档于2020-12-18）.